# Lindley Hall

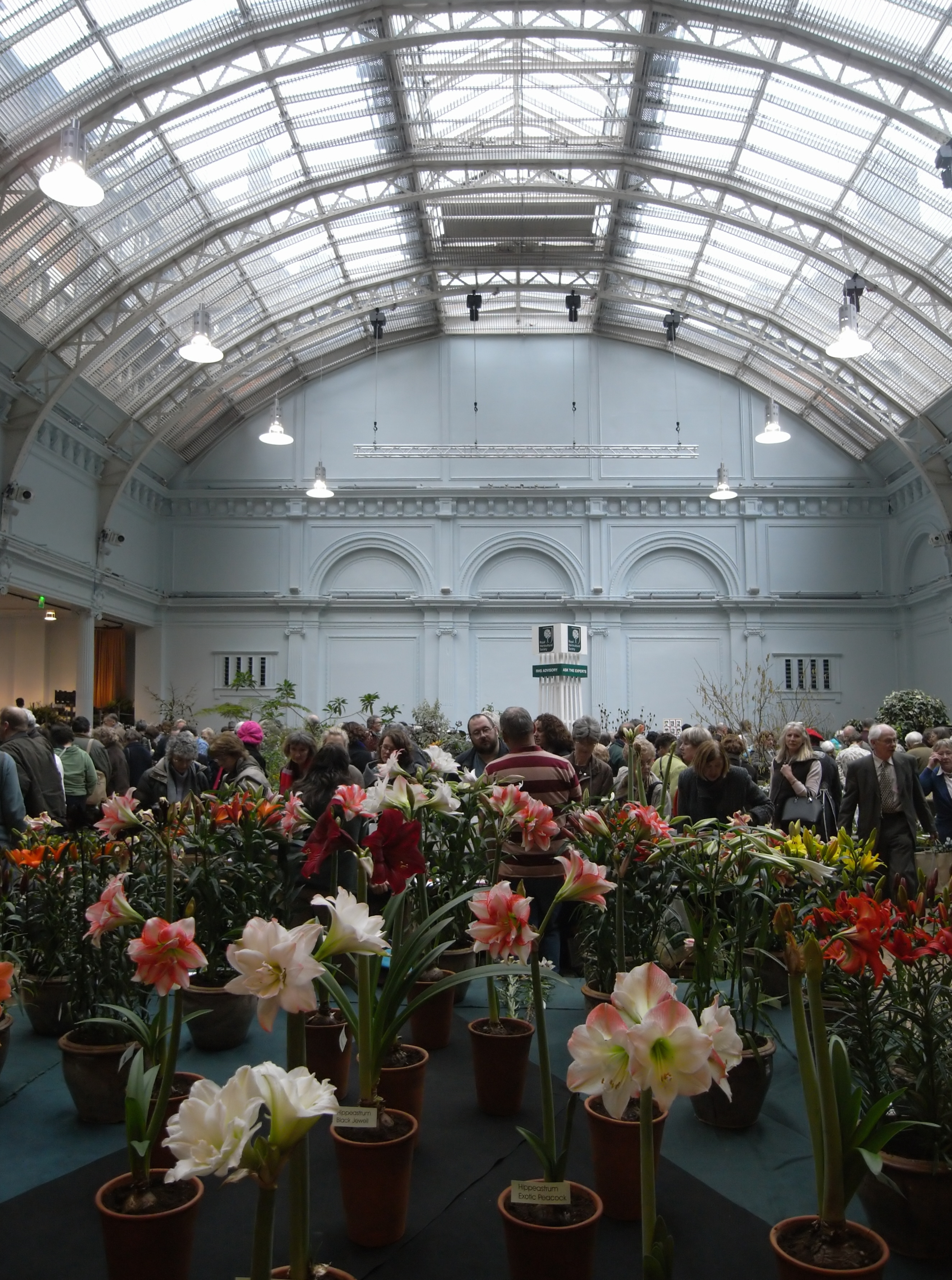
Lindley Hall

Die Lindley Hall ist eine Mehrzweckhalle in der Elverton Street in der City of Westminster in London.

## Geschichte
Die Halle wurde 1904 eröffnet. Sie ist die ältere der beiden Royal Horticultural Halls. Benannt wurde sie nach dem Botaniker John Lindley. Ursprünglich als Ausstellungshalle geplant, wurde sie mehr und mehr für Konferenzen und Sportveranstaltungen genutzt. Von 1910 bis 1939 war sie Austragungsstätte der All England.